# Ulva (geslacht)
Ulva (synoniem: Enteromorpha) is een geslacht van meercellige groenwieren, dat uit 385 soorten bestaat. De soorten komen voor in kustgebieden in de hele wereld en enkele soorten komen ook voor in brak water. De meest bekende soort, zeesla (Ulva lactuca), is de typesoort van het geslacht Ulva. 
De soorten zijn morfologisch zeer verschillend. Gemeenschappelijk is de centrale vasthechting op de ondergrond met een wortelachtige structuur.

## Kenmerken
De lengte van de planten kan afhankelijk van de soort van enige centimeters tot drie meter (Ulva expansa) bedragen. Het thallus is groen, afgeplat en hol. De voortplanting geschiedt met gametofyten, die in elke cel (behalve die van het rizoïde) kunnen ontstaan. Sommige soorten kunnen sterk wisselende verschijningsvormen hebben, wat determinatie bemoeilijkt.
Wieren uit dit geslacht leven in symbiose met bacteriën. Deze leven in een biofilm op het oppervlak van de alg. Zonder deze bacteriën kunnen de wieren niet of nauwelijks leven.

## Eetbaarheid
Zeewieren uit dit geslacht worden gegeten door vele zeeorganismen, waaronder lamantijnen en zeehazen. Ze worden veel gekweekt in zeeaquariums als voedselplant.
Veel soorten uit dit geslacht worden ook gebruikt voor menselijke consumptie, zowel rauw als gekookt. Ze zijn een rijke bron aan eiwitten, vitamines en mineralen, met name ijzer. Als ze groeien in vervuild zeewater kunnen ze echter ook giftige stoffen bevatten, zoals zware metalen.

## Ulvanen
Ongeveer 8 tot 29% van de droge biomassa bestaat uit in water oplosbare polysachariden die als ulvanen bekend staan. Momenteel worden deze intensief bestudeerd, bijzonder op het gebied van de nanotechnologie en de farmacologie.

## Soorten
Tot dit geslacht behoren:
- Ulva acanthophora (Kützing) Hayden, Blomster, Maggs, P.C. Silva, Stanhope & J.R. Waaland, 2003
- Ulva anandii Amjad & Shameel, 1993
- Ulva arasakii Chihara, 1969
- Ulva atroviridis Levring, 1938
- Ulva beytensis Thivy & Sharma, 1966
- Ulva bifrons Ardré, 1967
- Ulva brevistipita V.J. Chapman, 1956
- Ulva burmanica (Zeller) De Toni, 1889
- Ulva californica Wille, 1899
- Ulva chaetomorphoides (Børgesen) Hayden, Blomster, Maggs, P.C. Silva, M.J. Stanhope & J.R. Waaland, 2003
- Ulva clathrata (Aornori) (Roth) C. Agardh, 1811
- Ulva compressa (plat darmwier) Linnaeus, 1753
- Ulva conglobata Kjellman, 1897
- Ulva cornuta Lightfoot, 1777
- Ulva covelongensis V. Krishnamurthy & H. Joshi, 1969
- Ulva crassa V.J. Chapman, 1956
- Ulva crassimembrana (V.J. Chapman) Hayden, Blomster, Maggs, P.C. Silva, M.J. Stanhope & J.R. Waaland, 2003
- Ulva curvata (Kützing) De Toni, 1889
- Ulva denticulata P.J.L. Dangeard, 1959
- Ulva diaphana Hudson, 1778
- Ulva elegans Gayral, 1960
- Ulva enteromorpha Le Jolis, 1863
- Ulva erecta (Lyngbye) Fries
- Ulva expansa (Setchell) Setchell & N.L. Gardner, 1920
- Ulva fasciata Delile, 1813
- Ulva flexuosa Wulfen, 1803
- Ulva geminoidea V.J. Chapman, 1956
- Ulva gigantea (Kützing) Bliding, 1969
- Ulva grandis Saifullah & Nizamuddin, 1977
- Ulva hookeriana (Kützing) Hayden, Blomster, Maggs, P.C. Silva, M.J. Stanhope & J.R. Waaland
- Ulva hopkirkii (M'Calla ex Harvey) P. Crouan & H. Crouan
- Ulva howensis (A.H.S. Lucas) Kraft, 2007
- Ulva indica Roth, 1806
- Ulva intestinalis (darmwier) Linnaeus, 1753
- Ulva intestinaloides (R.P.T. Koeman & Hoek) Hayden, Blomster, Maggs, P.C. Silva, M.J. Stanhope & J.R. Waaland, 2003
- Ulva javanica N.L. Burman, 1768
- Ulva kylinii (Bliding) Hayden, Blomster, Maggs, P.C. Silva, M.J. Stanhope & J.R. Waaland, 2003
- Ulva lactuca (zeesla) Linnaeus, 1753
- Ulva laetevirens J.E. Areschoug, 1854
- Ulva laingii V.J. Chapman, 1956
- Ulva linearis P.J.L. Dangeard, 1957
- Ulva linza Linnaeus, 1753
- Ulva lippii Lamouroux
- Ulva litoralis Suhr ex Kützing
- Ulva littorea Suhr
- Ulva lobata (Kützing) Harvey, 1855
- Ulva marginata (J. Agardh) Le Jolis
- Ulva micrococca (Kützing) Gobi
- Ulva mutabilis Föyn, 1958
- Ulva neapolitana Bliding, 1960
- Ulva nematoidea Bory de Saint-Vincent, 1828
- Ulva ohnoi Hiraoka & Shimada, 2004
- Ulva olivascens P.J.L. Dangeard
- Ulva pacifica Endlicher
- Ulva papenfussii Pham-Hoang Hô, 1969
- Ulva parva V.J. Chapman, 1956
- Ulva paschima Bast
- Ulva patengensis Salam & Khan, 1981
- Ulva percursa (C. Agardh) C. Agardh
- Ulva pertusa Kjellman, 1897
- Ulva phyllosa (V.J. Chapman) Papenfuss
- Ulva polyclada Kraft, 2007
- Ulva popenguinensis P.J.L. Dangeard, 1958
- Ulva porrifolia (S.G. Gmelin) J.F. Gmelin
- Ulva profunda W.R. Taylor, 1928
- Ulva prolifera O.F.Müller, 1778
- Ulva pseudocurvata Koeman & Hoek, 1981
- Ulva pseudolinza (R.P.T. Koeman & Hoek) Hayden, Blomster, Maggs, P.C. Silva, M.J. Stanhope & J.R. Waaland, 2003
- Ulva pulchra Jaasund, 1976
- Ulva quilonensis Sindhu & Panikkar, 1995
- Ulva radiata (J. Agardh) Hayden, Blomster, Maggs, P.C. Silva, M.J. Stanhope & J.R. Waaland, 2003
- Ulva ralfsii (Harvey) Le Jolis, 1863
- Ulva ranunculata Kraft & A.J.K. Millar, 2000
- Ulva reticulata Forsskål, 1775
- Ulva rhacodes (Holmes) Papenfuss, 1960
- Ulva rigida C. Agardh, 1823
- Ulva rotundata Bliding, 1968
- Ulva saifullahii Amjad & Shameel, 1993
- Ulva serrata A.P.de Candolle
- Ulva simplex (K.L. Vinogradova) Hayden, Blomster, Maggs, P.C. Silva, M.J. Stanhope & J.R. Waaland, 2003
- Ulva sorensenii V.J. Chapman, 1956
- Ulva spinulosa Okamura & Segawa, 1936
- Ulva stenophylla Setchell & N.L. Gardner, 1920
- Ulva sublittoralis Segawa, 1938
- Ulva subulata (Wulfen) Naccari
- Ulva taeniata (Setchell) Setchell & N.L. Gardner, 1920
- Ulva tanneri H.S. Hayden & J.R. Waaland, 2003
- Ulva tenera Kornmann & Sahling
- Ulva torta (Mertens) Trevisan, 1841
- Ulva tuberosa Palisot de Beauvois
- Ulva uncialis (Kützing) Montagne, 1850
- Ulva uncinata Mohr
- Ulva uncinata Mertens
- Ulva usneoides Bonnemaison
- Ulva utricularis (Roth) C. Agardh
- Ulva utriculosa C. Agardh
- Ulva uvoides Bory de Saint-Vincent
- Ulva ventricosa A.P.de Candolle

Nomina dubia
- Ulva costata Wollny, 1881
- Ulva repens Clemente, 1807
- Ulva tetragona A.P.de Candolle, 1807